# Predrag Vranicki
Predrag Vranicki (Benkovac, 1922. január 21. – Zágráb, 2002. január 31.), horvát filozófus, akadémikus, egyetemi tanár, a Zágrábi Egyetem rektora.

## Élete
A Zágrábi Egyetem Filozófiai Karán szerzett filozófus diplomát 1947-ben, majd 1951-ben a Belgrádi Egyetemen doktorált. 1954-ben adjunktussá, 1962-ben rendes tanárrá választották. 1964-től 1966-ig a Filozófiai Kar dékánja volt. 1967-ben megalapította a Filozófiai Intézetet. Részt vett az 1974-ben betiltott „Praxis” című folyóirat elindításában (1964) és kiadásában. 1972 és 1976 között a Zágrábi Egyetem rektora volt. Két egymást követő rektori ciklus után 1976-ban vonult nyugdíjba. Az ún. „Zágrábi Filozófiai Kör” keretében különféle irányzatú gondolkodókat gyűjtött össze, és publikálta műveiket. 1979-től a Horvát Tudományos és Művészeti Akadémia rendes tagja. A Zágrábi Egyetem professzor emeritusi kitüntető címet adományozott neki.

## Munkássága
A marxizmus filozófiájával foglalkozott. A horvát filozófia történetének legtermékenyebb szerzője volt. Összesen 18 könyvet írt, egyben a legtöbbet fordított horvát filozófus volt. Négy könyvét fordították le összesen tíz idegen nyelvre. Életművének fő alkotását „A marxizmus története” című művét szintén több nyelvre lefordították.

## Főbb művei
- Prilozi problematici društvenih nauka, Zagreb 1951.
- Dijalektički i historijski materijalizam Filozofska hrestomatija, kniga X, Nakladni zavod Matice Hrvarske, Zagreb, 1958.
- Čovjek i historija, Sarajevo 1966.
- Historija marksizma, Cekade, Zagreb, 1987., (3 kötet)
- Misaoni razvitak Karla Marxa, Zagreb 1953.
- Filozofske studije i kritike Zagreb 1957.
- Marksizam i socijalizam, Liber, Zagreb 1979.
- Socijalistička alternativa, Školska knjiga, Zagreb 1982.
- Filozofija historije, Golden marketing, Zagreb, 1988. (3 kötet)